# Обручка з рубіном
«Обручка з рубіном» — український телесеріал, знятий студією «Front Cinema Production» на замовлення телеканалу «Україна». Адаптація однойменного корейського телесеріалу «루비 반지». Прем'єра першого сезону серіалу що складався з 95 епізодів відбулась 2 січня 2018 року на телеканалі «Україна», показ тривав до 25 травня 2018 року.

## Сюжет
Дві сестри Аня та Яна планували поїхати з Черкас до Києва, але їхні плани зірвала трагічна автокатастрофа. Обидві дівчини впали в кому, їхні обличчя були так пошкоджені, що розрізнити хто з них хто не можуть навіть рідні. Тепер дівчата мають повернути своє звичне життя та самих себе.

## Актори
- Дарина Баріхашвілі — Аня
- Марія Пустова — Яна
- Роман Луцький — Денис
- Олексій Нагрудний — Андрій
- Ада Роговцева — Катерина
- Олександр Гетманський — Григорій
- Оксана Архангельська — Валерія
- Олена Узлюк — Ольга
- Олеся Островська — Люба
- Віталій Іванченко — Петро
- Тамара Антропова — Жанна
- Олександр Форманчук — Микола
- Христина Микитин — Зоряна
- Олена Турбал — Леся
- Антін Мухарський — Михайло
- Геннадій Попенко — Тимофій
- Костянтин Данилюк — Борис

## Виробництво
Зйомки тривали з травня по жовтень 2017 року та проходили у Києві та Київській області. Виробництвом займалась компанія «Front Cinema Production», що належить холдингу телеканалу «Україна». Для серіалу було спеціально побудовано основні локації.

## Трансляція
- Вперше серіал транслювався з 2 січня по 25 травня 2018 року на телеканалі Україна. У будні о 18:00.
- Вдруге серіал транлювався з 18 квітня по 24 червня 2022 року на телеканалі Індиго TV. У будні о 17:20 по дві серії.
- Втретє серіал транлюється з 16 травня по 26 вересня 2022 року на телеканалі Суспільне Культура. У будні о 17:15.

## Нагороди
| Рік  | Премія     | Категорія                      | Номінант(и)                    | Результат |
| ---- | ---------- | ------------------------------ | ------------------------------ | --------- |
| 2018 | Телетріумф | Оператор проморолика/ID каналу | Оператор проморолика/ID каналу | Номінація |
| 2018 | Телетріумф | Ефірне промо/промокампанія     | Ефірне промо/промокампанія     | Номінація |